# Ettenstatt
Ettenstatt è un comune tedesco di 861 abitanti, situato nel land della Baviera.